# Dactyladenia barteri
Dactyladenia barteri är en tvåhjärtbladig växtart som först beskrevs av Daniel Oliver och Joseph Dalton Hooker, och fick sitt nu gällande namn av Ghillean `Iain' Tolmie Prance och Frank White. Dactyladenia barteri ingår i släktet Dactyladenia och familjen Chrysobalanaceae. Inga underarter finns listade i Catalogue of Life.